# IC 2223
IC 2223 — галактика типу NF (в процесі підтвердження) у сузір'ї Рись.
Цей об'єкт міститься в оригінальній редакції індексного каталогу.